# Leopold af Slesvig-Holsten-Sønderborg-Wiesenburg
Leopold (født 7. oktober 1674, død 4. marts 1744) var den tredje og sidste hertug af den sønderborgske hertugslægt Slesvig-Holsten-Sønderborg-Wiesenburg.
Han var eneste barn af hertug Frederik af Slesvig-Holsten-Sønderborg-Wiesenburg og Charlotte af Liegnitz-Brieg-Wohlau. Som sin far gik han i østrigsk tjeneste, og endte som kejserlig gehejmeråd. I 1713 giftede han sig med Maria Elisabeth af Liechtenstein (1683–1744), datter af Johan Adam 1. af Liechtenstein (1657–1662) og Edmunda Maria Theresia af Dietrichstein-Nikolsburg (1652–1737). Sammen fik de flere døtre.